# Pannaria phyllidiata
Pannaria phyllidiata é uma espécie de líquen da família Pannariaceae. Foi descrito cientificamente em 2011.